# Horka
Horka (alt sòrab: Hórka) és un municipi alemany que pertany a l'estat de Saxònia. Es troba a la part oriental del districte de Görlitz en una àrea boscosa a prop de la frontera amb Polònia, a uns 18 km al nord-oest de Görlitz i 4 quilòmetres a l'est de Niesky. De 1936 a 1947 va dur el nom germanitzat de Wehrkirch.